# Xiangxi (köpinghuvudort i Kina, Zhejiang Sheng, lat 29,29, long 119,53)
Xiangxi (kinesiska: 香溪镇) är en köpinghuvudort i Kina. Den ligger i provinsen Zhejiang, i den östra delen av landet, omkring 120 kilometer sydväst om provinshuvudstaden Hangzhou. Antalet invånare är 28 043. Befolkningen består av 13 543 kvinnor och 14 500 män. Barn under 15 år utgör 15,0 %, vuxna 15-64 år 72 %, och äldre över 65 år 12,0 %.
Runt Xiangxi är det ganska tätbefolkat, med 199 invånare per kvadratkilometer. Närmaste större samhälle är Lanxi, 9,9 km sydväst om Xiangxi. Trakten runt Xiangxi består till största delen av jordbruksmark.
Genomsnittlig årsnederbörd är 2 196 millimeter. Den regnigaste månaden är juni, med i genomsnitt 436 mm nederbörd, och den torraste är januari, med 75 mm nederbörd.